# Dan McCarty
Daniel Thomas „Dan” McCarty (ur. 18 stycznia 1912 w Fort Pierce, zm. 28 września 1953 w Tallahassee) – amerykański polityk z Florydy, działacz Partii Demokratycznej.
Urodzony w Fort Pierce McCarty został wybrany członkiem stanowej Izby Reprezentantów w roku 1937 i zasiadał w niej do roku 1941. W czasie sesji w roku 1941 był jej spikerem.
W czasie II wojny światowej służył w armii na froncie europejskim. Zdobył wiele odznaczeń, m.in. francuski Croix de Guerre.
Po powrocie ubiegał się w roku 1948 o stanowisko gubernatora stanu, ale przegrał w demokratycznych prawyborach. Startował ponownie w roku 1952 i tym razem został wybrany. Jednakże zmarł na urzędzie 28 września (jego kadencja rozpoczęła się dnia 6 stycznia tegoż roku).